# Abel de Reims
Abel de Reims (Irlanda, ? - Lobbes, 5 de agosto de 764) também conhecido por Abel McAedh, foi um abade de Lobbes e bispo de Reims. Está incluído nas Vidas dos Santos irlandeses.
Abel nasceu na Irlanda, viajou com outros professores cristãos como Bonifácio e Vilibrordo para a Francônia. Parece ter inicialmente conseguido um posto na abadia de Lobbes. Em 3 de março de 744, tornou-se bispo de Reims no Sínodo de Soissons.
Apesar do apoio do rei Carlomano I, Abel não caiu nas graças do Papa Zacarias. O papa recusou-se a dar o pálio a Abel e entregou-o ao arcebispo Hartbert de Sens. Sendo assim, Abel não pode mais permanecer em Reims e retornou à abadia de Lobbes (provavelmente em 748), onde continuou a propagar o Evangelho até sua morte em 764. Foi enterrado em Binche, em 5 de agosto de 1409.